# 砷酸鈣
砷酸鈣是一种無機化合物，化学式為Ca3(AsO4)2，為無色固體。它最初用作殺蟲劑和殺菌劑。砷酸鈣較砷酸鉛易溶於水，因此毒性更大。

## 物理性質
無色無定形粉末，不純品呈紅色，熔點1455℃，微溶於水，溶於稀酸，不可燃。

## 化學性質
砷酸鈣燃燒分解產物為氧化砷及氧化鈣。

## 製備
砷酸鈣通常從砷酸氫二鈉和氯化鈣製備砷酸鈣：
2 Na2H[AsO4]  +  3 CaCl2  →   4 NaCl  +  Ca3[AsO4]2  +  2 HCl
在美國，1919年生產了1360萬噸砷酸鈣，1922年则生產了4540萬噸，在1920年生產7270萬噸。

## 作為除草劑的使用
砷酸鈣曾经是普通的除草劑和殺蟲劑。據報導，僅在1942年就消耗了38000吨砷酸鈣，主要用於棉花作物保護。它的高毒性導致DDT使用的增加，現時已不再使用砷酸鈣。

## 規例
在英國已经禁止使用砷酸鈣，而在美国它的使用有嚴格的規定。

## 毒性
砷酸鈣對人體有劇毒，具有致癌性和影響全身健康。人體可透過吸入、食入、皮膚吸收。口服砷化合物致急性胃腸炎、嚴重的胃腸道損傷，導致嘔吐和腹瀉、休克、周圍神經病、中毒性心肌炎、肝炎，以及抽搐、昏迷，甚至死亡。大量吸入亦可引起急性中毒，但消化道症狀較輕。長期接觸砷化合物引起消化系統症狀，肝腎損害，皮膚色素沉著、角化過度或疣狀增生，多發性神經炎等。

## 外部連結
- calcium arsenate (Pencal, Security) EPA Environmental Fact Sheet 8/90 （页面存档备份，存于）
- Calcium Arsenate （页面存档备份，存于）